# World Games 2017/Teilnehmer (Österreich)
| Gelbes Symbol für Goldmedaillen mit stilisierten Olympischen Ringen | Graues Symbol für Silbermedaillen mit stilisierten Olympischen Ringen | Braundes Symbol für Bronzemedaillen mit stilisierten Olympischen Ringen |
| ------------------------------------------------------------------- | --------------------------------------------------------------------- | ----------------------------------------------------------------------- |
| 3                                                                   | 2                                                                     | 3                                                                       |

Österreich nahm in Breslau an den World Games 2017 teil. Die Delegation bestand aus 45 Athleten.

## Medaillengewinner

### Gold
| Name                                  | Sportart      | Wettkampf            |
| ------------------------------------- | ------------- | -------------------- |
| Anna Berger                           | Indoor-Rudern | 2000 m Leichtgewicht |
| Sebastian Vosta Nicolaus Bichler      | Jiu Jitsu     | Duo                  |
| Mirneta Becirovic / Mirnesa Becirovic | Jiu Jitsu     | Duo                  |

### Silber
| Name                    | Sportart      | Wettkampf                   |
| ----------------------- | ------------- | --------------------------- |
| Florian Berg            | Indoor-Rudern | 2000 m Offene Leichtgewicht |
| Alisa Theresa Buchinger | Karate        | Kumite 68 kg                |

### Bronze
| Name | Sportart      | Wettkampf                    |
| --- | ------------- | ---------------------------- |
| Jean Andrioli Bela Gschwandtner Gustav Gürtler Manuel Helmberger Simon Lugmair Julian Payrleitner Martin Pühringer Klaus Thaller Elias Walchshofer Stefan Wohlfahrt | Faustball     | Mannschaft                   |
| Gunther Baur Philipp Wolfgang | Boules        | Raffa Doppel                 |
| Magdalena Lobnig | Indoor-Rudern | 2000 m Offene Gewichtsklasse |

## Teilnehmer nach Sportarten

### Billard
| Athleten      | Wettbewerb | Achtelfinale        | Achtelfinale | Viertelfinale | Viertelfinale | Halbfinale    | Halbfinale    | Finale / Platz 3 | Finale / Platz 3 | Rang          |
| Athleten      | Wettbewerb | Gegner              | Ergebnis     | Gegner        | Ergebnis      | Gegner        | Ergebnis      | Gegner           | Ergebnis         | Rang          |
| ------------- | ---------- | ------------------- | ------------ | ------------- | ------------- | ------------- | ------------- | ---------------- | ---------------- | ------------- |
| Männer        |            |                     |              |               |               |               |               |                  |                  |               |
| Albin Ouschan | 9-Ball     | Ameur Abdelati Riad | 11:1         | Naoyuki Oi    | 9:11          | ausgeschieden | ausgeschieden | ausgeschieden    | ausgeschieden    | ausgeschieden |

### Boules
| Athleten                      | Wettbewerb   | Vorrunde                    | Vorrunde | Vorrunde                        | Vorrunde | Halbfinale                            | Halbfinale | Finale                        | Finale   | Rang     |
| Athleten                      | Wettbewerb   | Gegner                      | Ergebnis | Gegner                          | Ergebnis | Gegner                                | Ergebnis   | Gegner                        | Ergebnis | Rang     |
| ----------------------------- | ------------ | --------------------------- | -------- | ------------------------------- | -------- | ------------------------------------- | ---------- | ----------------------------- | -------- | -------- |
| Männer                        |              |                             |          |                                 |          |                                       |            |                               |          |          |
| Philipp Wolfgang              | Raffa Einzel | abgesagt                    | abgesagt | abgesagt                        | abgesagt | abgesagt                              | abgesagt   | abgesagt                      | abgesagt | abgesagt |
| Gunther Baur Philipp Wolfgang | Raffa Doppel | Chris Cardello John Liberto | 12:6     | Enrico Dall’Olmo Jacopo Frisoni | 12:5     | Giuliano Di Nicola Gianluca Formicone | 0:12       | Volnei Branchi Nei Luiz Cenci | 12:1     | Bronze   |

### Faustball
| Wettbewerb       | Männer |
| ---------------- | --- |
| Athleten         | Jean Andrioli Bela Gschwandtner Gustav Gürtler Manuel Helmberger Simon Lugmair Julian Payrleitner Martin Pühringer Klaus Thaller Elias Walchshofer Stefan Wohlfahrt                                 |
| Trainer          | Martin Weiß |
| Gruppenphase     | Chile 3:2 (8:11, 9:11, 11:9, 11:8, 11:5) Deutschland 3:1 (11:8, 9:11, 11:8, 11:6) Argentinien 3:0 (11:3, 11:4, 11:9) Schweiz 1:3 (10:12, 5:11, 11:8, 8:11) Brasilien 3:1 (12:10, 12:14, 11:8, 11:9) |
| Halbfinale       | Schweiz 0:3 (13:15, 9:11, 11:13) |
| Spiel um Platz 3 | Brasilien 3:2 (5:11, 12:10, 11:1, 10:12, 11:5) |
| Platzierung      | Bronze |

### Feldbogenschießen
| Frauen            |              |     |    |             |       |   |   |   |   |   |   |               |               |                |               |               |
| Laurence Baldauff | Recurvebogen | 361 | 2  | –           | –     | – | – | – | – | – | – | Naomi Folkard | 53:60         | Jessica Tomasi | 50:51         | 4             |
| Männer            |              |     |    |             |       |   |   |   |   |   |   |               |               |                |               |               |
| Gust Kerschbacher | Blankbogen   | 299 | 11 | Olivier Roy | 60:76 | – | – | – | – | – | – | ausgeschieden | ausgeschieden | ausgeschieden  | ausgeschieden | ausgeschieden |

### Inline-Speedskating

#### Straße
| Athleten           | Wettbewerb           | Qualifikation | Qualifikation | Viertelfinale   | Viertelfinale   | Halbfinale      | Halbfinale      | Finale          | Finale          | Rang            |
| Athleten           | Wettbewerb           | Zeit          | Rang          | Zeit            | Rang            | Zeit            | Rang            | Zeit/Punkte     | Rang            | Rang            |
| ------------------ | -------------------- | ------------- | ------------- | --------------- | --------------- | --------------- | --------------- | --------------- | --------------- | --------------- |
| Männer             |                      |               |               |                 |                 |                 |                 |                 |                 |                 |
| Christian Kromoser | 500 m Sprint         | 47,116 s      | 21            | auschgeschieden | auschgeschieden | auschgeschieden | auschgeschieden | auschgeschieden | auschgeschieden | auschgeschieden |
| Christian Kromoser | 10000 m Punkterennen | –             | –             | –               | –               | –               | –               | nicht beendet   | nicht beendet   | nicht beendet   |
| Christian Kromoser | 20000 m Rennen       | –             | –             | –               | –               | –               | –               | ausgeschieden   | ausgeschieden   | ausgeschieden   |

### Indoor-Rudern
| Frauen           |                              |            |        |
| Magdalena Lobnig | 2000 m Offene Gewichtsklasse | 6:40,8 min | Bronze |
| Anna Berger      | 2000 m Leichtgewicht         | 7:12,7 min | Gold   |
| Männer           |                              |            |        |
| Mario Santer     | 500 m Offene Gewichtsklasse  | 1:19,5     | 13     |
| Florian Berg     | 2000 m Offene Leichtgewicht  | 6:11,5 min | Silber |

### Jiu Jitsu
| Frauen                              |     |                                                              |         |                                                  |         |                                 |               |                                    |               |               |
| Mirneta Becirovic Mirnesa Becirovic | Duo | Kolumbien Sandra Ximena Pedraza Margarita Rosa Campos Obando | 92:77,5 | Thailand Suphawadee Kaeosrasaen Kunsatri Kumsroi | 96:86   | Blanca Birn Annalena Sturm      | 97,5:91,5     | Patricija Delač Sara Besal         | 99:92         | Gold          |
| Männer                              |     |                                                              |         |                                                  |         |                                 |               |                                    |               |               |
| Sebastian Vosta Nicolaus Bichler    | Duo | Belgien Bjarne Lardon Ben Jos Cloostermans                   | 89:93   | Abu Hurrara Muhammad Ammar                       | 90:84,5 | Vuk Dragutinovic Stefan Vukotic | 97:94         | Ruben Assmann Marnix Willem Bunnik | 97:96         | Gold          |
| Mixed                               |     |                                                              |         |                                                  |         |                                 |               |                                    |               |               |
| Andrea Gruber Philippe Bleyer       | Duo | Sofia Jokl Thomas Schönenberger                              | 89:93,5 | Charis Gravensteyn Ian Lodens                    | 88:92,5 | ausgeschieden                   | ausgeschieden | ausgeschieden                      | ausgeschieden | ausgeschieden |

### Karate
| Athleten                | Wettbewerb   | Vorrunde          | Vorrunde | Vorrunde       | Vorrunde | Vorrunde      | Vorrunde | Halbfinale       | Halbfinale    | Finale / Platz 3 | Finale / Platz 3            | Rang          |
| Athleten                | Wettbewerb   | Gegner            | Ergebnis | Gegner         | Ergebnis | Gegner        | Ergebnis | Gegner           | Ergebnis      | Gegner           | Ergebnis                    | Rang          |
| ----------------------- | ------------ | ----------------- | -------- | -------------- | -------- | ------------- | -------- | ---------------- | ------------- | ---------------- | --------------------------- | ------------- |
| Frauen                  |              |                   |          |                |          |               |          |                  |               |                  |                             |               |
| Bettina Plank           | Kumite 50 kg | Alexandra Recchia | 0:1      | Kateryna Kryva | 1:0      | Serap Özçelik | 0:2      | ausgeschieden    | ausgeschieden | ausgeschieden    | ausgeschieden               | ausgeschieden |
| Alisa Theresa Buchinger | Kumite 68 kg | Kamila Warda      | 0:5      | Amy Thomason   | 0:5      | Lamya Matoub  | 0:5      | Katrine Pedersen | 4:0           | Lamya Matoub     | 0:0 Niederlage durch Hantei | Silber        |

### Kickboxen
| Frauen           |          |                   |     |                  |               |                  |                           |               |
| Myra Winkelmann  | K1 52 kg | Elgoul Ahlem      | 1:2 | ausgeschieden    | ausgeschieden | ausgeschieden    | ausgeschieden             | ausgeschieden |
| Christin Fiedler | K1 56 kg | Pamela Mara Assis | 3:0 | Seda Duygu Aygun | 1:2           | Malgorzata Dymus | Niederlage durch Walkover | 4             |

### Luftsport
| Athleten       | Wettbewerb     | Runde 1 | Runde 2 | Runde 3 | Runde 4 | Runde 5 | Runde 6 | Runde 7 | Runde 8 | Runde 9 | Runde 10 | Runde 11 | Runde 12 | Gesamt  | Rang |
| -------------- | -------------- | ------- | ------- | ------- | ------- | ------- | ------- | ------- | ------- | ------- | -------- | -------- | -------- | ------- | ---- |
| Männer         |                |         |         |         |         |         |         |         |         |         |          |          |          |         |      |
| Siegfried Mayr | Segelkunstflug | 1928,50 | 1623,30 | 1619,50 | 3264,00 | –       | –       | –       | –       | –       | –        | –        | –        | 8429,50 | 8    |
| Mixed          |                |         |         |         |         |         |         |         |         |         |          |          |          |         |      |
| Paul Aleandrow | Swooping       | 31      | 8       | 24      | 29      | 32      | 35      | 31      | 23      | 36      | 31       | 12       | 31       | 344.000 | 35   |

### Muay Thai
| Frauen         |       |                     |       |               |               |               |               |               |
| Nina Scheucher | 60 kg | Antje van der Molen | 30:30 | ausgeschieden | ausgeschieden | ausgeschieden | ausgeschieden | ausgeschieden |

### Orientierungslauf
| Frauen                                                      |               |              |    |
| Ursula Kadan                                                | Sprint        | 15:28,40 min | 13 |
| Laura Ramstein                                              | Sprint        | 16:20,30 min | 26 |
| Ursula Kadan                                                | Mittelstrecke | 37:29,00 min | 8  |
| Laura Ramstein                                              | Mittelstrecke | 41:27,00 min | 21 |
| Männer                                                      |               |              |    |
| Gernot Kerschbaumer                                         | Sprint        | 15:48,20 min | 23 |
| Robert Merl                                                 | Sprint        | 15:36,10 min | 26 |
| Gernot Kerschbaumer                                         | Mittelstrecke | 15:48,20 min | 23 |
| Robert Merl                                                 | Mittelstrecke | 15:36,10 min | 14 |
| Mixed                                                       |               |              |    |
| Ursula Kadan Robert Merl Gernot Kerschbaumer Laura Ramstein | Staffel       | 1:06:32 h    | 10 |

### Rhythmische Sportgymnastik
| Frauen         |          |        |    |               |               |               |
| Nicol Ruprecht | Ball     | 15.250 | 11 | ausgeschieden | ausgeschieden | ausgeschieden |
| Nicol Ruprecht | Kegel    | 13.400 | 16 | ausgeschieden | ausgeschieden | ausgeschieden |
| Nicol Ruprecht | Reifen   | 15.150 | 13 | ausgeschieden | ausgeschieden | ausgeschieden |
| Nicol Ruprecht | Schleife | 12.450 | 17 | ausgeschieden | ausgeschieden | ausgeschieden |

### Sportklettern
| Frauen             |                        |          |   |               |               |               |
| Katharina Saurwein | Bouldern               | 2t6 4b16 | 7 | ausgeschieden | ausgeschieden | ausgeschieden |
| Jessica Pilz       | Schwierigkeitsklettern | 4,00     | 3 | 4,50          | 5             | 5             |

### Tanzen

#### Standard Tänze
| Athleten                        | 1. Runde | 1. Runde | 1. Runde      | 1. Runde     | 1. Runde  | Redance | Redance | Redance       | Redance      | Redance   | Halbfinale | Halbfinale | Halbfinale    | Halbfinale   | Halbfinale | Finale        | Rang |
| Athleten                        | Walzer   | Tango    | Wiener Walzer | Slow Foxtrot | Quickstep | Walzer  | Tango   | Wiener Walzer | Slow Foxtrot | Quickstep | Walzer     | Tango      | Wiener Walzer | Slow Foxtrot | Quickstep  | Finale        | Rang |
| ------------------------------- | -------- | -------- | ------------- | ------------ | --------- | ------- | ------- | ------------- | ------------ | --------- | ---------- | ---------- | ------------- | ------------ | ---------- | ------------- | ---- |
| Paar                            |          |          |               |              |           |         |         |               |              |           |            |            |               |              |            |               |      |
| Barbara Westmayer Klemens Hofer | 19       | 14       | 19            | 12           | 15        | 5       | 1       | 2             | 7            | 3         | 12         | 13         | 12            | 12           | 13         | ausgeschieden | 12   |

#### Rock ’n’ Roll
| Paar                          |       |   |       |   |       |    |               |               |    |
| Verena Lampeter Thomas Glaser | 50,32 | 9 | 57,18 | 5 | 69,50 | 10 | ausgeschieden | ausgeschieden | 10 |

### Wasserski
| Männer               |        |        |   |        |   |   |
| Claudio Köstenberger | Sprung | 57,0 m | 8 | 58,5 m | 7 | 7 |